# Kotyrann
Kotyrann (Machetornis rixosa) är en fågel i familjen tyranner inom ordningen tättingar.

## Utbredning och systematik
Kotyrann placeras som enda art i släktet Machetornis. Den delas in i tre underarter:
- Machetornis rixosa flavigularis – förekommer vid Colombias norra kust och norra Venezuela
- Machetornis rixosa obscurodorsalis – förekommer i llanos i östra Colombia och sydvästra Venezuela
- Machetornis rixosa rixosa – förekommer i det inre östra Brasilien, östra Bolivia, Paraguay, Uruguay och norra Argentina

## Status
Arten har ett stort utbredningsområde och beståndet anses stabilt. Internationella naturvårdsunionen IUCN listar den därför som livskraftig (LC). Beståndet uppskattas till i storleksordningen 50 miljoner vuxna individer.

## Bilder

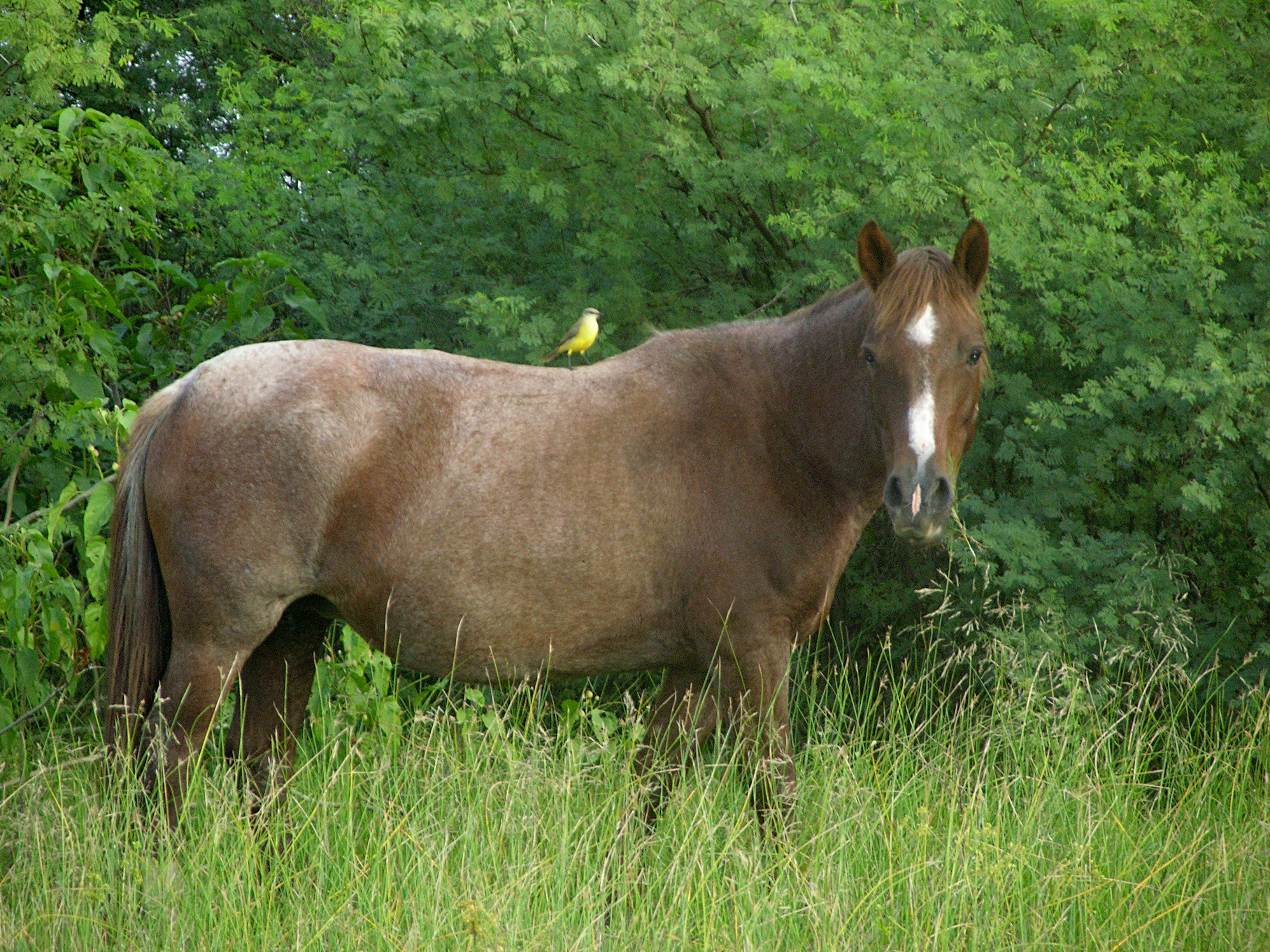
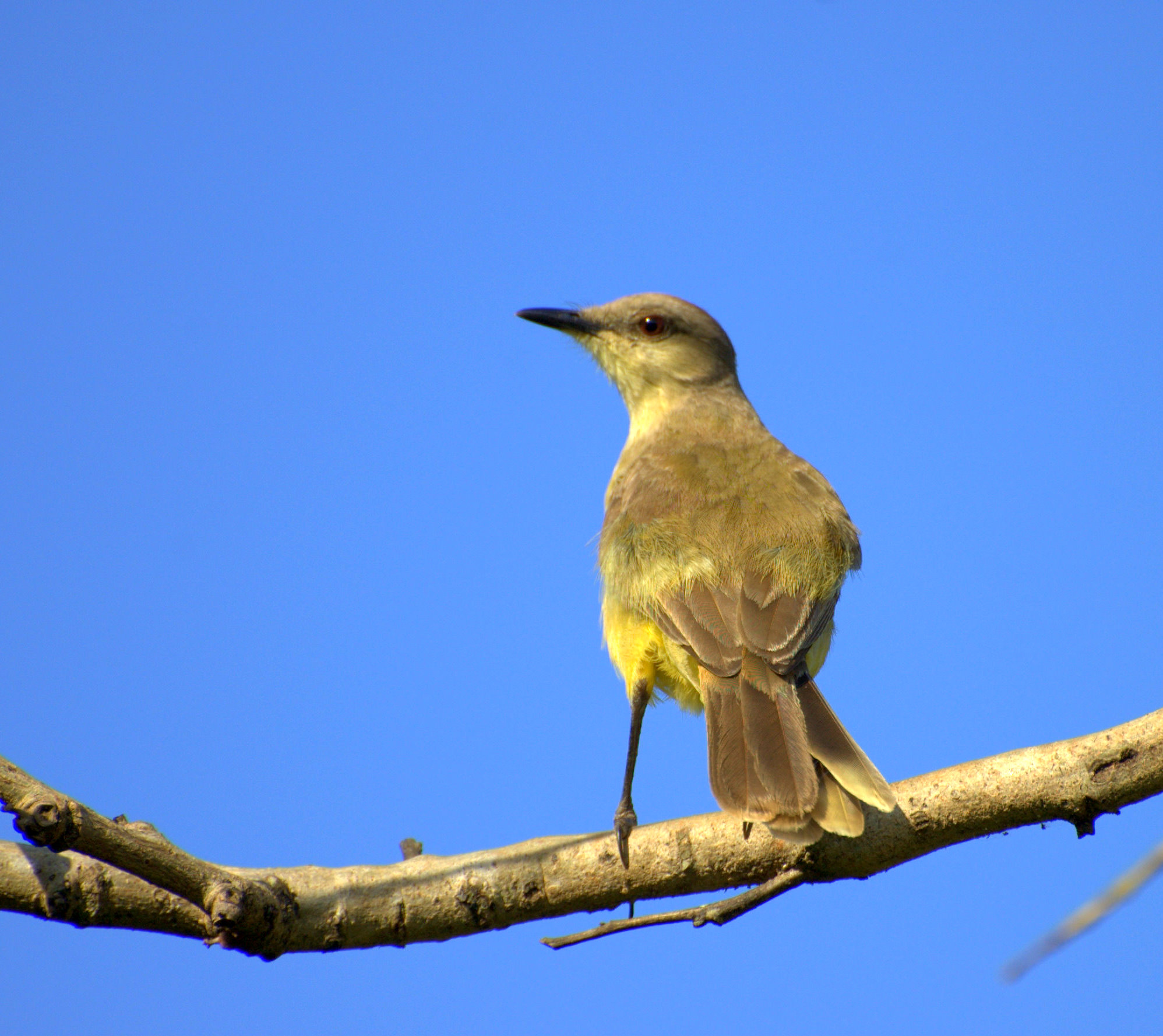